# Курсель (станция метро)
Курсель (фр. Courselles) — станция линии 2 Парижского метрополитена, расположенная на границе VIII и XVII округов Парижа. Названа по рю и бульвару де Курсель.
Рядом со станцией располагается один из православных соборов Парижа — Собор Александра Невского. Также рядом со станцией проживал Фюльжанс Бьенвеню, один из идеологов Парижского метрополитена. 

## История
- Станция открылась 7 октября 1902 года в составе пускового участка Шарль де Голль — Этуаль — Анвер.
- Пассажиропоток по станции по входу в 2011 году, по данным RATP, составил 2 685 096 человек[2]. В 2013 году этот показатель снизился до 2 650 620 пассажиров (204 место по пассажиропотоку в Парижском метро)[3]